# Telfes im Stubai

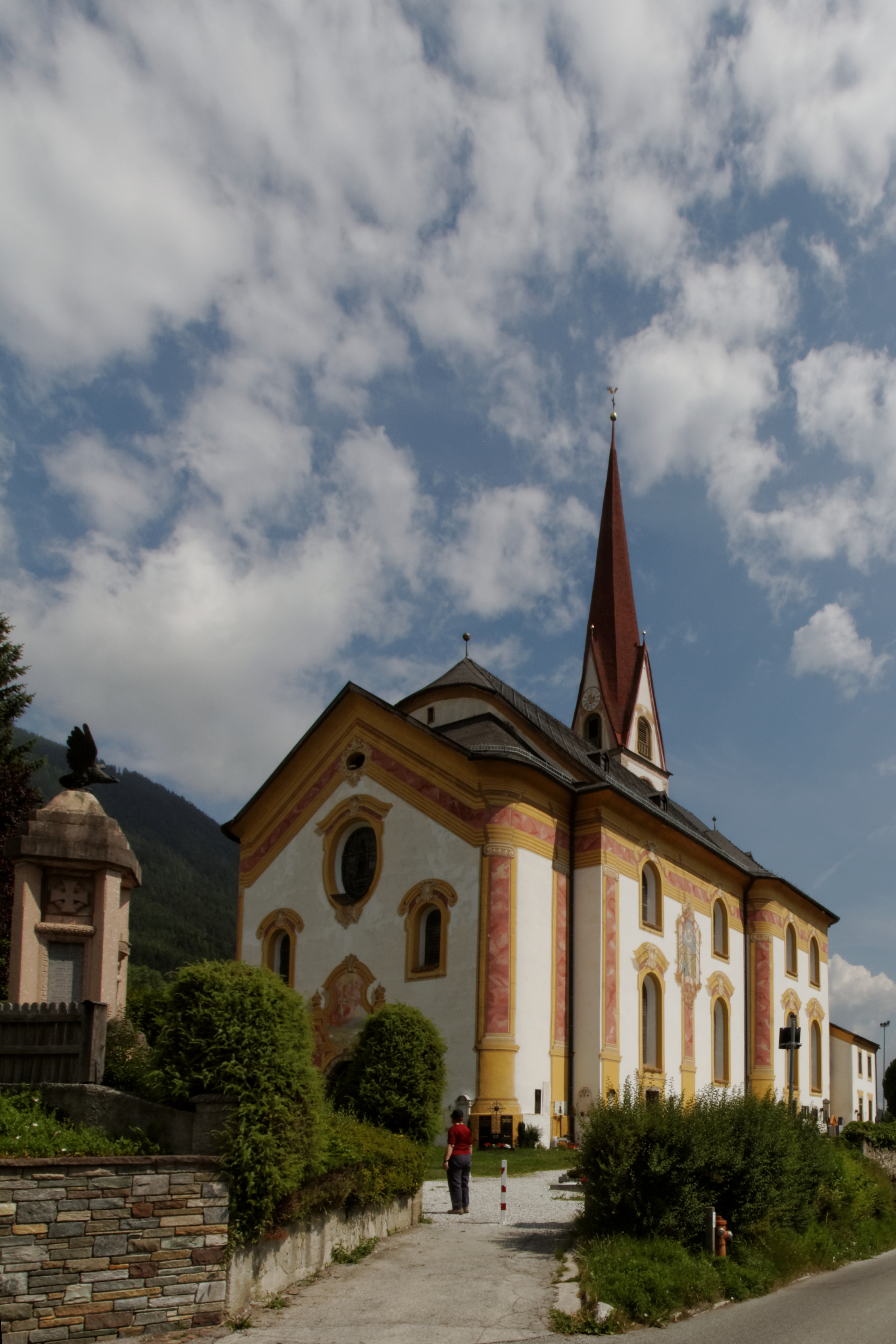
St. Pankratius Telfes

Telfes im Stubai est une commune autrichienne du district d'Innsbruck-Land dans le Tyrol.

## Sport
Le village est le point de départ de la course de Schlickeralm depuis 1989.